# Patrícia Bezerra
Patrícia Catani da Gama (Maringá, 2 de outubro de 1971), é uma política, pastora e psicóloga brasileira, filiada ao Partido Socialista Brasileiro (PSB).
Patrícia Gama era casada e, por isso, usava o nome de Patrícia Bezzera. Após o divórcio, decidiu retomar seu nome de nascimento, Patrícia Gama.

## Carreira política

### Vereadora de São Paulo
Elegeu-se vereadora primeiramente em 2012, sendo a única vereadora novata, foi reeleita em 2016.
Não buscou reeleição em 2020.

### Secretária de Direitos Humanos de São Paulo
Em novembro de 2016, foi anunciada como secretária de Direitos Humanos da gestão de João Doria.
Como secretária, promoveu ações sociais e traçou planos de integração das periferias.
Pediu demissão do cargo por discordâncias na ação policial na cracolândia, afirmando que era incompatível com a agenda que sua gestão estava buscando implementar.

### Deputada estadual de São Paulo
Em 2018, buscou eleição para o cargo de deputada estadual, ficando como primeira suplente do PSDB.
Em 2021, o deputado estadual Cauê Macris assumiu como secretário-chefe da Casa Civil, convocando ela como suplente de seu mandato. 
SAÚDE MENTAL
A deputada é presidente da Comissão de Saúde da Assembleia Legislativa de São Paulo, da 19º legislatura, e atua por mais políticas públicas de apoio emocional e psicológico a toda população, com atenção a determinados públicos que sofreram mais os impactos da pandemia, como crianças e adolescentes, profissionais da saúde, da segurança pública, vítimas da Covid-19.
Patrícia Gama, quebrou paradigma e através do Projeto de lei 292/2021, de 11/05/2021, de sua autoria, inseriu a saúde mental na agenda oficial da educação pública do Estado de São Paulo, ao propor a criação do Programa de Suporte Emocional para Crianças e Adolescentes nas escolas da rede estadual.
A proposta foi sancionada pelo governador João Doria e tornou-se a Lei 17.413, de 23 de setembro de 2021.
Ainda na área de saúde mental, a deputada Patrícia Gama teve outro projeto, em co-autoria com o deputado Murilo Felix, sancionado pelo governo estadual. Trata-se do Projeto de lei nº 17.429 / 2021, que cria o Programa Saúde Emocional a Vítimas da Covid-19. A proposta tornou-se a Lei nº 17.429, de 8 de outubro de 2021
CRIANÇAS E ADOLESCENTES
Patrícia Gama também é co-autora da Lei 17.428, de 8 de outubro de 2021, que garante prioridade na apuração de crimes com mortes de crianças e adolescentes.
A proposta foi uma ação suprapartidária assinada também pelos deputados Marina Helou (REDE), Erica Malunguinho (PSOL), Paulo Fiorilo (PT) e Delegado Bruno Lima (PSL).
A lei atende uma demanda antiga do UNICEF e do Conselho Nacional de Justiça – CNJ, que cobrava dos Estados esta priorização.
VOZ FEMININA NA ALESP
Com a posse de Patrícia Gama, a bancada feminina da Assembleia Legislativa de São Paulo (Alesp) ganhou uma nova voz em defesa dos direitos da mulher. O legislativo paulista passou a contar com 19 deputadas mulheres, oito a mais do que na última Legislatura, o que representa quase 20% de toda a Assembleia.

### Mudança de partido
Patrícia Gama saiu do PSDB e, em 2024, filiou-se ao PSB. Alinhando seus princípios defendidos ao longo de sua vida.

### Secretária de Cultura no Teatro Municipal de Mauá
De setembro de 2023 a agosto de 2024, Patrícia Gama atuou como secretária de Cultura no  Teatro Municipal da cidade de Mauá/SP. 

## Biografia
Patrícia Gama é psicóloga, especializada em violência doméstica e desigualdade de gênero, e gestora de projetos sociais. Foi vereadora de São Paulo por dois mandatos, secretária municipal de Direitos Humanos e Cidadania da capital e secretária de Cultura no Teatro Municipal de Mauá/SP.
Seu histórico de militância social tem início antes de seu ingresso na vida pública. Por 14 anos, Patrícia atuou em comunidades de base e nas periferias paulistanas por meio de serviço voluntário para enfrentamento à violência, ampliação do acesso à educação e geração de emprego e renda em comunidades na zona leste de São Paulo.
Entrou para a política para trabalhar pela saúde, proteção dos direitos da mulher, da infância e adolescência, defesa dos direitos humanos e empreendedorismo social.
Patrícia Gama é autora da lei do Parto Humanizado no SUS, que garante o direito a anestesia no parto natural e métodos naturais para alívio da dor.
Ela também criou a lei da Amamentação Livre, que garante o aleitamento em estabelecimentos privados e públicos sem constrangimentos à gestante e ao bebê.
Criou o Fórum de Proteção à Criança e ao Adolescente no município de São Paulo, que já capacitou mais de 5 mil pais e educadores na temática.
Foi relatora da CPI que investigou a exploração sexual infantil em São Paulo, cujo relatório foi apontado como exemplo para a América Latina pela relatora da Organização dos Estados Americanos (OEA), e presidente da CPI que investigou os planos de saúde de São Paulo.
Patrícia Gama é autora de leis premiadas com nota máxima pelo Programa Cidades Sustentáveis, que avalia a produção legislativa de parlamentares com base no impacto das medidas para a vida dos cidadãos.
Nascida na Igreja Metodista, apesar de ser uma pastora na política, Patrícia Gama é crítica da chamada bancada evangélica, afirmando que não seguem os valores cristãos ao propor violações dos direitos humanos.
Desempenho em eleições:
| Ano  | Eleição                | Coligação                                         | Partido | Candidato a       | Votos          | Resultado |
| ---- | ---------------------- | ------------------------------------------------- | ------- | ----------------- | -------------- | --------- |
| 2012 | Municipal em São Paulo | Coligação PSDB/PSD/PR/DEM (PR / DEM / PSDB / PSD) | PSDB    | Vereadora         | 34.511 (0,75%) | Eleita    |
| 2016 | Municipal em São Paulo | PSDB/PSB/PP/DEM (PSDB / PSB / PP / DEM)           | PSDB    | Vereadora         | 45.285 (1,02%) | Eleita    |
| 2018 | Estadual em São Paulo  | PSDB-PSD-DEM-PP-PRB (PSDB / PSD / DEM / PP / PRB) | PSDB    | Deputada estadual | 57.609 (0,32%) | Suplente  |